# Jornal de Notícias
Jornal de Notícias, abreujat també com JN, és un diari portuguès fundat el 1888 a Porto. Té un tiratge mitjà de 111.000 exemplars, la qual cosa el col·loca en el 2n lloc entre els diaris d'informació general a Portugal. Pertany al Grup Controlinveste Media, i el seu director és Manuel Tavares.

## Suplements
- Notícias Magazine o NM (setmanal, el diumenge);
- Notícias Sábado o NS (setmanal, el dissabte);
- Notícias TV ou NTV (setmanal, el divendres);
- JN Classificados (diari);
- JN Negócios (setmanal, el divendres);
- Desporto (diari).